# Clocks
Clocks, skriven av Guy Berryman, Jonny Buckland, Will Champion och Chris Martin, är en Grammy-belönad sång med bandet Coldplay. Den var med på bandets album A Rush of Blood to the Head (2002) samt släpptes på singel samma år.